# Вирджиния Джуфре
Вирджиния Луиз Джуфре (по баща Робъртс; на английски: Virginia Louise Giuffre (née Roberts); * 9 август 1983 в Сакраменто, Калифорния, САЩ) е американо-австралийска активистка, която предлага подкрепа на жертвите на сексуален трафик. Тя е предполагаема жертва на групата за сексуален трафик на американския милионер финансист Джефри Епстийн.
През 2015 г. създава „Жертвите отказват да мълчат“ (Victims Refuse Silence) – организация с нестопанска цел, базирана в Съединените щати която е възобновена под името „Говори на глас, действай, изисквай“ (Speak Out, Act, Reclaim (SOAR)) през ноември 2021 г. Джуфре дава подробен разказ на много американски и британски репортери за преживяванията си, когато е била трафикирана от Епстийн и неговата приятелка Гилейн Максуел.
Джуфре завежда наказателни и граждански дела срещу Епстийн и Максуел и призовава директно обществеността за справедливост и осведоменост. Тя съди Максуел за клевета през 2015 г. и делото е решено в полза на Джуфре за неразкрита сума през 2017 г. На 2 юли 2019 г. Апелативният съд на Съединените щати за втория окръг нарежда разпечатването на документите от по-ранния граждански иск на Джуфре срещу Максуел. Първата партида документи от делото на Джуфре са публикувани на 9 август 2019 г., като допълнително замесват Епстийн, Максуел и редица техни сътрудници. На следващия ден, 10 август 2019 г., Епстийн е намерен мъртъв в затворническата си килия в Манхатън, Ню Йорк.
В интервю от октомври 2019 г. за телевизионното предаване на Би Би Си, „Панорама“, излъчено на 2 декември, Джуфре описва предполагаемите си преживявания, когато е била сексуално трафикирана от Епстийн за британския принц Андрю, което спомага за негативното общественото мнение за принца.

## Ранен живот
Вирджиния Джуфре е родена като Вирджиния Луиз Робъртс  в град Сакраменто, щата Калифорния, на 9 август 1983 г. като дете на Скай и Лин Робъртс. Семейството се мести в Локсанатчи в Окръг Палм Бийч, Флорида, когато тя е на 4 г. Джуфре има по-малък брат. Съобщено е, че тя идва от проблемен дом и от 7-годишна възраст с нея блудства близък семеен приятел. „Бях просто толкова психически белязана още на толкова млада възраст и избягах от това“, казва тя в предаването „Панорама“ през 2019 г. Джуфре казва пред в. „Маями Хералд“, че е преминала от това да бъде в ситуация на насилие до живота на избягала от дома и до живота в приемни домове. Тя живее на улицата на 14-годишна възраст, където казва, че е намерила само „глад и болка и [още] малтретиране“. По-късно с нея блудства 65-годишният секс трафикант Рон Епингър в Маями. Джуфре живее с него около 6 месеца. Твърди се, че Епингър е управлявал параван за международен секс трафик, известен като модна агенция „Пърфект 10“ Той е атакуван от ФБР и по-късно се признава за виновен по обвинения в контрабанда на емигранти с цел проституция, междущатски пътувания с цел проституция и пране на пари.
На 14-годишна възраст Джуфре се събира с баща си и се връща да живее с него. Баща ѝ работи като мениджър по поддръжката в имота Мар-а-Лого – собственост на Доналд Тръмп и ѝ помага да си намери работа там.

## Връзка с Епстийн (2000 – 2002)
В начарото на 2000 г. когато Джуфре е спа служителка в частния клуб Ма-a-Лаго на Доналд Тръмп в Палм Бийч, тя се запознава с Гилейн Максуел, докато чете книга за масажна терапия. Максуел, британска светска личност и дъщеря на покойния медиен магнат Робърт Максуел, се обръща към нея, забеляза книгата, пита я за интереса ѝ към масажа и ѝ предлага потенциална работа за милионера Епстийн като пътуваща масажистка с уверението, че не е необходим опит. Когато Джуфре пристига в дома на Епстийн в Палм Бийч, тя казва, че го намира легнал гол и  Максуел ѝ казва как да го масажира. „Те изглеждаха хубави хора, така че им се доверих и им казах, че съм имал наистина трудни времена в живота си дотогава – бях избягала от дома, бях малтретирана сексуално, малтретирана физически... Това беше най-лошото нещо, което можех да им кажа, защото сега знаеха колко съм уязвима“, казва Джуфре. Тя заявява, че след като Максуел я запознава с Джефри Епстийн, двамата бързо започват да я подлагат на грууминг да предоставя сексуални услуги под претекст, че трябва да бъде обучена за професионална масажистка.
Между 2000 и 2002 г. Джуфре е тясно свързана с Епстийн и Максуел, пътувайки между резиденциите на Епстийн в Палм Бийч и Манхатън (където той притежава Хърбърт Н. Щраус Хаус), с допълнителни пътувания до Зоро – ранчото на Епстийн в Ню Мексико и до частния му остров Литъл Сейнт Джеймс (Американски Вирджински острови). В поредицата за разследваща журналистика на в. „Маями Хералд“ „Перверзия на справедливостта“ (Perversion of Justice) Джуфре описва преживяванията си от трафика си от Епстийн, за да предоставя масажи и сексуални услуги за него и редица негови бизнес партньори в продължение на 2,5 г. В интервюто си за Би Би Си тя казва, че е била „предавана наоколо като чиния с плодове“ на влиятелните сътрудници на Епстийн и водена по света с частни самолети.
За случая от март 2001 г., когато се твърди, че Джуфре е била трафикирана на принц Андрю, херцог на Йорк, тя заявява в интервю, че това е било зло и наистина страшно време в живота ѝ и че „не може да разбере как на най-високото ниво на властта тя позволяваше това да се случи. Не просто позволява, но и участва в него“. След като посещава нощен клуб, Джуфре твърди, че Максуел ѝ е казала, че тя „трябва да направи за Андрю това, което аз правя за Джефри“. В съдебни документи от гражданския иск, разсекретени през 2019 г., Джуфре посочва няколко други лица, за които твърди, че Епстийн и Максуел са я инструктирали да прави секс, включително мениджърът на хедж фондове Глен Дъбин, адвокатът на Епстийн Алън Дершовиц, политикът Бил Ричардсън, покойният учен от МIT Марвин Мински, адвокатът Джордж Дж. Мичъл и модният агент на MC2 Жан-Люк Брунел.  В незапечатани показания Джуфре също разказва, че е видяла президента Бил Клинтън с две млади жени, докато е бил на острова на Епстийн. Много от мъжете отричат обвиненията ѝ. 
През септември 2002 г., на 19-годишна възраст, Джуфре лети за Тайланд и посещава Международното училище за обучение по масаж в Чианг Май. Максуел ѝ осигурява самолетни билети и я инструктира да се срещне с конкретно тайландско момиче, за да я върне обратно в Съединените щати за Епстийн. Докато е в училището за масажи през 2002 г., тя се запознава с Робърт Джуфре, австралийски треньор по бойни изкуства, и двамата се женят бързо след това. Тя се свърза с Епстийн и го информира, че няма да се върне, както е планирано. Тя и съпругът ѝ започват живот и семейство в Австралия, а Джуфре прекъсва контактите си с Епстийн и Максуел. В продължение на пет години тя и нейният съпруг водят спокоен живот в Австралия с малките си деца.

### Първи контакт от властите
През март 2005 г., докато Джуфре все още установява семейството си в Австралия, Полицейското управление в Палм Бийч започва разследване за Епстийн, след като 14-годишно момиче и нейните родители докладват за поведението му. Момичето описва, че е било вербувано от съученичка от нейната гимназия, за да прави масаж на Епстийн в имението му в замяна на пари, при което впоследствие той е блудствал с нея. До октомври 2005 г. полицията разполага с нарастващ списък от момичета с подобни твърдения за сексуално насилие, изявления от икономите на Епстийн, потвърждаващи техните твърдения, и заповед за претърсване на имота му в Палм Бийч. Полицейските детективи отбелязват, че всички обвинители описват подобен модел, при който Епстийн ги моли да го масажират и след това ги насилва сексуално по време на масажа. Когато полицията претърсва боклука му, открива бележки с телефонните номера на момичетата върху тях. Едно от момичетата получава телефонно обаждане от асистента на Епстийн, докато е разпитвано от полицията.
Джуфре казва на в. „Маями Хералд“, че е получила поредица от телефонни обаждания в бърза последователност в продължение на три дни през 2007 г. Първото обаждане е от Гилейн Максуел, ден по-късно следва това на Джефри Епстийн, като и двамата я питат дали е говорила с властите, и после следва трето обаждане от агент на ФБР, който ѝ казва, че тя е идентифицирана като жертва по време на първото наказателно дело срещу Епстийн. Тя се съпротивлява да говори подробно с ФБР, докато не е потърсена отново лично по въпроса, този път от Австралийската федерална полиция, шест месеца след като са се свързвали с нея по телефона.  Снимки, записи и свидетели потвърждават голяма част от изявленията на Джуфре за времето, прекарано с Епстийн.

## Съдебни производства

### Първо наказателно дело
През 2006 г., една година преди Джуфре да се свърже с властите за първи път, Полицейското управление в Палм Бийч разполага с нарастващ обем от доказателства срещу Джефри Епстийн и тя подписва клетвена декларация (афидавит) за вероятна причина, която го обвинява в множество обвинения в незаконни сексуални действия с непълнолетно лице. Епстийн наема екип от могъщи адвокати, включително Алън Дершовиц, Джак Голдбъргър, Кенет Стар и Джей Лефковиц, които да служат в неговата защита. С напредването на случая шефът на полицията Майкъл Райтър се разтревожва от работата по случая на държавните прокурори и тогавашния държавен прокурор Бари Кришър. На 1 май 2006 г. Райтер моли Кришър да се отстрани от делото; когато Кришър отказва, началникът на полицията Райтер предава доказателствата си на ФБР за федерално наказателно преследване.  Докато Райтер първоначално се надява, че ФБР ще разследва задълбочено и ще придвижи въпроса до край, през 2007 г. тогавашният прокурор на Южна Флорида Александър Акоста решава да не преследва Епстийн във федералния съд и връща въпроса обратно към местната юрисдикция.
Водещият полицейски детектив Джоузеф Рикари твърди, че държавните прокурори първоначално са искали да започнат наказателно дело срещу Епстийн, но че всичко се е обърнало, когато се е намесил адвокатът му Алън Дершовиц. След това Кришър решава да предприеме необичайното действие да предаде случая на Епстийн на голямо жури и след това представя показания само от едно момиче. Правният екип на Епстийн агресивно търси отстъпки и удължава процеса, когато преговаря за споразумение с Алекс Акоста. Акоста, който описва тактиката на адвокатите на Епстийн като „продължаваща една година атака срещу прокуратурата и прокурорите“, в крайна сметка се съгласява да подпише противоречиво споразумение за ненаказателно преследване през 2008 г., което е направено без да се информират жертвите, които по-късно са  решени да нарушат Закона за правата на жертвите на престъпления.
Райтер казва, че работата на щатските и федералните прокурори по случая Епстийн се равнява на „най-лошия провал на наказателно-правната система“ на съвременността.

### Дело по Закона за правата на жертвите на престъпления (2008 – 2019 г.)
През 2008 г. е заведено съдебното дело Джейн Доу срещу Съединените американски щати от Брадли Едуардс и Пол Г. Касел. То обвинява Министерството на правосъдието на САЩ в нарушаване на Закона за правата на жертвите на престъпления по време на първото наказателно дело срещу Епстийн, като не е позволило на няколко от жертвите му да оспорят споразумението му за признаване на вина. Епстийн съди Брадли Едуардс за граждански рекет, но по-късно се отказва от делото си; Едуардс завежда насрещно дело за злонамерено наказателно преследване, в резултат на което Епстийн поднася публично извинение на адвоката и урежда делото за неразкрита сума през декември 2018 г. Съобщава се, че Едуардс, който представлява няколко обвинители на Епстийн освен Джуфре, урежда в полза на клиентите си, чието най-голямо желание е да преследват по-голямата си цел обвиненията им да бъдат изслушани във федерален съд, за да отменят споразумението за ненаказателно преследване. Едуардс заявява, че „те са готови да говорят. Те искат да споделят своите истории. Това беше част от тяхното изцеление."
В решение от февруари 2019 г. окръжният съдия Кенет Мара определя, че прокурорите са нарушили правата на жертвите, както са определени в Закона за правата на жертвите на престъпления.

### Граждански иск на жертвите
През май 2009 г. Джуфре завежда дело като Джейн Доу 102 срещу Епстийн и обвинява Максуел, че я е вербувала за живот на жертва на сексуален трафик, докато е била непълнолетна. До края на 2009 г. десетки жертви на Епстийн завеждат граждански дела срещу него. Всички дела са уредени за неразкрити суми. През януари 2022 г. незапечатани документи разкриват, че сумата за уреждане на делото от 2009 г., озаглавено Джейн Доу No. 102 срещу Джефри Епстийн, е 500 хил. долара (равняващи се на 632 хил. през 2021 г.) и други неуточнени „ценни съображения“.

### Решение да се говори публично
Джуфре приписва на раждането на дъщеря си на 7 януари 2010 г. решението си да излезе публично и да започне да говори за преживяното като жертва на сексуално насилие и трафик, въпреки рисковете. Сп. „Венити Феър“ казва, че историята ѝ е публикувана за първи път през март 2011 г. в британския вестник „Мейл он Сънди“; отразяването включва снимка, показваща принц Андрю с ръка около кръста ѝ в къщата на Максуел в Белгрейвия, Лондон. Агентите на ФБР отново се свързват с Джуфре, този път в американското консулство в Сидни през 2011 г., скоро след като тя излиза публично с обвинения срещу Епстийн.
През декември 2014 г. Джуфре създава рамката за своята организация „Жертвите отказват да мълчат“ (Victims Refuse Silence). Тя е регистрирана като 501(c)(3) организация с нестопанска цел през 2015 г. Целта ѝ е да „помогне на оцелелите да преодолеят срама, мълчанието и сплашването, които обикновено изпитват жертвите на сексуално насилие, и да помогне на другите да избягат от това да станат жертви на сексуален трафик“. За своята организация Джуфре използва изображения на синя пеперуда Морфо, за да символизира трансформацията и овластяването, които се случват, когато жертвата оцелее. Синьото е международният цвят на осведомеността за трафика на хора. Съединените щати определят януари за месец за информираността относно трафика на хора, като 11 януари е посочен като Национален ден на синьото облекло. Благотворителната организация на Джуфре е възобновена през ноември 2021 г. под името „Говори на глас, действай, изисквай“ (Speak Out, Act, Reclaim), накратко SOAR. 

### Обвинения срещу принц Андрю
В съдебно заявление във Флорида от декември 2014 г., предназначено за включване в съдебния процес по Закона за правата на жертвите на престъпления от 2008 г., Джуфре описва, че е била сексуално трафикирана на принц Андрю, херцог на Йорк, най-малко три пъти, когато е била на 17 години през 2001 г. за изнасилване. Тя твърди, че Джефри Епстийн и Гилейн Максуел са я завели в нощния клуб „Трамп“ в Лондон, където тя се срещнала с принца, с когото е танцувала и че по-късно същата вечер, докато е пътувала към резиденцията на Максуел в Белгравия, Максуел я инструктирала да направи за принц Андрю каквото прави тя самата за Епстийн. Тя твърди, че Епстийн ѝ е платил 15 хил. долара, за да прави секс с херцога в Лондон. Снимка, която показва Джуфре, принц Андрю и Максуел в апартамента на Максуел, е широко разпространена от 2011 г. 10-годишната роля на принц Андрю като търговски пратеник на Обединеното кралство е прекратена през юли 2011 г. и според съобщенията той прекъсва всички контакти с Епстийн.
Втората сексуална среща на Джуфре с принц Андрю е в имението на Епстийн в Ню Йорк. В съдебните документи Джуфре твърди, че третата среща с принц Андрю е оргия на частния остров на Епстийн – Малък Сейнт Джеймс, в която участват тя, няколко непълнолетни момичета от Източна Европа, принцът и самият Епстийн. През 2015 г. говорители на британското кралско семейство заявяват, че „всяко предположение за некоректност с непълнолетни е категорично невярно“, като по-късно повтарят опроверженията. Исканията на адвокатите на Джуфре за изявление под клетва от Херцога относно обвиненията са върнати без отговор.
През август 2021 г. Джуфре завежда дело в Ню Йорк срещу принц Андрю, обвинявайки го в „сексуално насилие и умишлено причиняване на емоционален стрес“. Делото ѝ, което търси неопределени щети, е заведено пред федералния съдия на Ню Йорк Люис А. Каплан.
През януари 2022 г. бившият приятел на Джуфре, Антъни Фигероа, казва в телевизионното предаване „Добро утро, Британия“, че Джуфре му е казала, че Епстийн ще я заведе да се срещне с принц Андрю. Фигероа твърди, че срещата се е състояла в Лондон, преди която „тя беше наистина нервна и уплашена, защото не знаеше как да реагира на това". В съдебната документация адвокатите на принц Андрю преди това се позовават на изявление на сестрата на Фигероа, Кристъл Фигероа, която твърди, че в опита си да намери жертви за Епстийн Джуфре я е попитала „Познаваш ли момичета, които са някакси леки?“ През същия месец Каролин Андриано, която като 14-годишна е била представена от Джуфре на Гилейн Максуел и Джефри Епстийн и е била свидетелка на обвинението в процеса срещу Максуел, твърди в интервю, че тогава 17-годишният Джуфре ѝ е казала през 2001 г., че е спала с принц Андрю. Андриано заявява: „И тя [Джуфре] каза: „Трябва да спя с него“. Тя не изглеждаше разстроена от това. Тя смяташе, че е доста готино“.
През февруари 2022 г. принц Андрю се съгласява на извънсъдебно споразумение, като плаща неразкрита сума пари.

### Твърдения на адвокат Алън Дершовиц и свързаните с тях дела
Джуфре твърди, че Епстийн я е трафикирал на адвоката си и почетен професор по право в Харвард Алън Дершовиц най-малко шест пъти, първият, когато е била на 16 г. Той отрича твърденията. Дершовиц представлява Епстийн в наказателната му присъда от 2008 г. и помага за договарянето на противоречивото споразумение за ненаказателно преследване от негово име.
Твърденията се появяват за първи път в съдебно дело във Флорида от 30 декември 2014 г. от адвокатите Брадли Дж. Едуардс и Пол Г. Касел, в които се твърди, че Дершовиц е една от няколкото видни фигури, включително принц Андрю, които по-късно са участвали в сексуални действия с непълнолетната, идентифицирана като Джуфре. Клетвената декларация от Джуфре е предназначена за включване като част от делото от 2008 г. Джейн Доу срещу САЩ, обвинявайки Министерството на правосъдието в нарушаване на Закона за правата на жертвите на престъпления по време на първото наказателно дело на Епстийн. Дершовиц категорично отхвърля обвиненията в изявлението на Джуфре и поисква лишаване от адвокатска отговорност на Едуардс и Касел – адвокатите, завели делото. Едуардс и Касел съдят Дершовиц за клевета през 2015 г.; той подава обратен иск. Двете страни се споразумяват през 2016 г. за неразкрита финансова сума.
След отричането от страна на Дершовиц Джуфре заявява: „Няма да бъда тормозена отново да замълча“.
През 2014 г. Джуфре е представлявана от Станли Потингър, чиято фирма е специализирана в случаи на сексуално насилие, включващи жени и деца. Предвиждайки предизвикателствата, които очакват Джуфре при обвинението на изключително богати и могъщи личности, Потингър търси друг адвокат, който може да се справи с това. По негова молба Дейвид Бойес и неговата фирма Бойес Шилер Флекснър започват да представляват Джуфре pro bono през 2014 г. Бойес представлява няколко от обвинителите на Епстийн. В допълнение към Бойес адвокатите на Джуфре включват Брад Едуардс и Пол Касел.
През април 2019 г. Джуфре съди Дершовиц за клевета в Ню Йорк, като Бойс е неин адвокат. През юни Дершовиц подава молба за отхвърляне на делото на Джуфре (което по-късно е отхвърлено) и молба за дисквалифициране на фирмата на Бойес да я представлява (което по-късно е одобрено). Джуфре заявява през септември 2019 г., че продължава да отстоява твърденията си за неправомерно поведение от страна на Дершовиц. Дершовиц обвинява Бойес в оказване на натиск върху Джуфре да даде фалшиви показания, в отговор на което Бойес съди Дершовиц през ноември 2019 г. за клевета.
През април 2019 г. художничката Мария Фармър подава клетвена декларация в подкрепа на делото на Джуфре за клевета срещу Дершовиц, в което се посочва, че докато Фармър е работила по подписването на гости на рецепцията на Епстийн през 1995 – 1996 г., тя редовно се е срещала с Дершовиц в имението в Ню Йорк в моменти, когато  са присъствали и непълнолетни момичета.
През октомври 2019 г. Чарлз Купър поема това да представлява Джуфре в делото за клевета срещу Дершовиц, след като съдия постановява, че Бойес не може да продължава да бъде неин адвокат, тъй като твърдението на Дершовиц, че тя е заговорничила с адвокатите си да прави неверни твърдения, е превърнало Бойес в потенциален свидетел.
Съдебният процес, включващ Дершовиц и Джуфре, би могъл да започне през март 2023 г., след като приключи разкриването на фактите до 30 ноември 2022 г. и експертното откритие до 15 февруари 2023 г.

### Граждански дела

#### Клетвена декларация на Вирджиния Робъртс (2014)
Джуфре подава съдебни документи във Флорида през януари 2015 г., заявявайки, че Джефри Епстийн я е прехвърлил на принц Андрю и Алън Дершовиц. В клетвена декларация тя твърди, че Гилейн Максуел е работила като мадам на Епстийн. През април 2015 г. федерален съдия постановява, че Джуфре не може да се присъедини към федералния закон за правата на жертвите на престъпления и нейната клетвена декларация е изтрита от делото.

#### Вирджиния Джуфре срещуГилейн Максуел(2015)
В резултат на обвиненията на Джуфре и коментарите на Максуел за тях, Джуфре съди Максуел за клевета във Федералния съд в Ню Йорк през септември 2015 г. След дълга правна битка делото е уредено тайно през юни 2017 г., като според съобщенията Максуел е платила на Джуфре милиони. 

#### Вирджиния Джуфре срещуАлън Дершовиц(2019)
През април 2019 г. Джуфре завежда федерално гражданско дело за клевета срещу Алън Дершовиц в Ню Йорк.
Джуфре първо е представлявана от Дейвид Бойес, но Дершовиц го отстранява от делото, тъй като той твърди, че членовете на адвокатската кантора могат да бъдат призовани да свидетелстват в процеса. Впоследствие тя е представлявана от адвокат Чарлз Купър. Бойес завежда отделно дело за клевета срещу Дершовиц за това, че е намекнал, че Бойес е оказал натиск върху Джуфре да направи неверни твърдения.

#### Вирджиния Джуфре срещуПринц Андрю(2021)
На 9 август 2021 г. Джуфре завежда гражданско дело срещу британския принц Андрю в Ню Йорк, твърдейки, че е била принудена да има няколко сексуални контакта с него в началото на 2000-те години, след като е била трафикирана от Епстийн, когато е била на 16 и 17 г. Андрю отрича твърденията ѝ. На 12 януари 2022 г. съдия Луис А. Каплан отхвърля опитите на принц Андрю да отхвърли делото, позволявайки делото за сексуално насилие да продължи. На 15 февруари 2022 г. е обявено, че двете страни са постигнали извънсъдебно споразумение, което включва принцът да направи значително дарение за благотворителната организация на Джуфре.

#### Рина О срещуВирджиния Джуфре(2021)
Рина О съди Джуфре за клевета през октомври 2021 г. Джуфре обвинява О, че е помагала за трафик на момичета за Епстийн, докато О твърди, че е била жертва и че никога не е помагала на трафиканти. През 2022 г. в съдебни документи О обвинява Джуфре, че я е докосвала сексуално без нейно съгласие, докато Епстийн е гледал, но Джуфре отрича твърдението. Тя твърди, че О я е нарязала по време на садомазохистични игри, правени за Епстийн, но О отрича това. О също така твърди, че Джуфре е набавяла и блудствала с непълнолетни.

### Второ наказателно дело
Джефри Епстийн е арестуван на 6 юли 2019 г. на летище Tитърбъроу в Ню Джърси  и обвинен в трафик на сексуални услуги и заговор за трафик на сексуални услуги от прокурори към Отдела за корупция в обществения сектор на Южния окръг на Ню Йорк  В обвинителния акт той е обвинен в привличане за масажи на непълнолетни момичета, като дейностите стават все по-сексуални, и след това в привличане на момичетата да наемат други непълнолетни жертви срещу заплащане. Американският прокурор Джефри Берман от Окръжния съд на САЩ за Южния окръг на Ню Йорк призовава други жертви на Епстийн да се явят. Федералното обвинение също изброява ключовата роля на платените „служители и сътрудници“ на Епстийн, отговорни за планирането на жертвите.
Месец след ареста си Епстийн е намерен мъртъв на 10 август 2019 г., след като според съобщенията се е обесил в затворническата си килия в Манхатън.
На 29 август 2019 г., след смъртта на Епстийн, 19 дни преди това, делото срещу него е прекратено, след като окръжният съдия Ричард Бърман отхвърля всички обвинения в трафик на сексуални клиенти. Съдия Бърман изразява подкрепа за обвинителите на Епстийн, заявявайки, че ги е поканил да говорят публично на изслушване на 27 август 2019 г. от уважение към „трудните решения, взети от жертвите, за да излязат напред“. Джуфре е сред 16-те жени, които говорят публично на изслушването, което включва Ануска Де Георгиу, Сара Рансом, Дженифър Араоз, Чонте Дейвис, Къртни Уайлд, Тереза Дж. Хелм и Марийке Чартуни. На изслушването Джуфре заявява: „Сметките не трябва да свършват. Трябва да продължи. Той не е действал сам. Ние, жертвите, знаем това“ Прокурорите обявяват, че ще продължат разследването за потенциални съучастници.

## Медийно отразяване и изяви
Джуфре се появява в специално издание на американското телевизионно предаване на Ен Би Си Дейтлайн със Савана Гътри, обсъждайки скандала с Епстийн заедно с жертвите Ануска Де Георгиу, Рейчъл Бенавидес, Дженифър Араоз, Марийке Чартуни и Чонте Дейвис. Специалният епизод, озаглавен „Равносметка“ (Reckoning), е излъчен на 20 септември 2019 г.
Джуфре е интервюирана за разследването на 60 минути Австралия, излъчено на 10 ноември 2019 г. В програмата тя описва преживяванията си, когато е била трафикирана от Епстийн и Максуел, за да прави секс с принц Андрю три пъти през 2001 г.: първият път в Лондон в резиденцията на Максуел в Белгравия, вторият път в имението на Епстийн в Ню Йорк и последното събитие (включващо множество момичета и принца) на о-в Малък Сейнт Джеймс.
Джуфре също така дава интервю през октомври 2019 г. за Би Би Си, описвайки опита си от сексуалния трафик от Епстийн на принц Андрю, за специалния епизод на Панорама, „Принцът и скандалът Епстийн“, излъчен на 2 декември 2019 г. В програмата тя директно се обръща към обществеността, като заявява: „Умолявам хората в Обединеното кралство да застанат до мен, да ми помогнат да се боря с тази битка, да не приемат това като нещо, което е ок“.
Репортерката на Би Би Си Емили Мейтлис прави интервю с принц Андрю за телевизионното предаване Нюзнайт, обсъждайки обвиненията на Джуфре и приятелството му с Епстийн, което е излъчено на 16 ноември 2019 г. Реакцията на поведението на принца по време на интервюто е огромно неодобрение; това, съчетано с публичния призив на Джуфре, спомага за широко разпространена промяна в мнението на британския народ за принц Андрю. Той се оттегля от кралските си задължения на 20 ноември 2019 г., тъй като редица организации и благотворителни организации, с които е свързан, прекъсват връзките си. Въпреки обещанията на принца да помогне на властите, през януари 2020 г. американският адвокат Джефри Бърман заявява, че принц Андрю е оказал „нулево съдействие“, след като ФБР и Южният окръг на Ню Йорк са поискали да го интервюират като част от разследването на Епстийн.
Джуфре се появява заедно с друга жертва на Епстийн – Мария Фармър в серия от четири части на Нетфликс, излязла през май 2020 г., озаглавена „Джефри Епстийн: гнусно богат“ (Jeffrey Epstein: Filthy Rich), режисирана от Лиза Брайънт и базирана на по-ранна книга на Джеймс Патерсън със същото име.
През юли 2020 г., след федералното обвинение на Максуел, Джуфре е интервюирана от Гейл Кинг за предаването на Си Би Ес This Morning.
Джуфре и други оцелели от групата за сексуален трафик на Епстийн са включени в документалната поредица от четири части „Да надживееш Джефри Епстийн“ (Surviving Jeffrey Epstein), чиято премиера е на 9 август 2020 г. по Лайфтайм.

## Личен живот
След брака си с Робърт Джуфре през 2002 г. Вирджиния Джуфре живее в предградието Гленинг Вали на централното крайбрежие на Нов Южен Уелс в Австралия в продължение на 11 г. Семейството се премества в Съединените щати през ноември 2013 г. и остава там няколко години, като първоначално прекарва известно време във Флорида, а по-късно в Колорадо през 2015 г. През 2019 г. е съобщено, че Джуфре живее в Кернс, Австралия със съпруга си и трите им деца: двама сина и една дъщеря. През 2020 г. тя се премества със семейството си в Оушън Рийф – предградие на град Пърт, Западна Австралия.